# Фурни (острво)
Фурни Корсеон (грч. Φούρνοι Κορσέων) је мала острвска група у источним Егејима у троуглу између Патмоса, Самоса и Икарије, тј. у Икаријском мору. Управно Фурни са околним острвцима чини засебну општину Фурни у оквиру округа Икарија.
Према набројаним острвима као и према грчком копну постоје редовне везе фериботима.
Поред главног острва Фурни са западне стране се налази острво Цимена (грч. Θύμαινα) спорадично насељено, на коме се налази мало мјесто истог имена Тимена, до кога се може допловити локалним рибарским бродићима. Са источне стране налази се ненасељено острво Агиос Минас, које је добило име по јединој грађевини на острву, црквици посвећеној светом Мини.
Ова острва су изражено брдовита и посједују јако испресијецану обалну линију. Главно острво читавом својом дужином од 15 km (сјевер-југ), има ширину од око 4 km. Површина му износи око 40 km². Мјесто није густо насељено. Дакле у главном месту Фурни, као и у малим селима Хрисомила, и Камари живи свеукупно око 2000 људи. Они се баве углавном риболовом и пољопривредом.
Фурни посједује једну од најљепших рибарских лука на Егејском мору, са флотом вриједном пажње. Становници острва веома воде рачуна о својој поморској традицији.
Туризам је такође важан извор прихода. За сада на Фурнију постоји доста мали број таверни и преноћишта, али број им полако расте. На острву постоји и неколико лијепо уређених античких плажа, Влихада, Вицилија, Петрокопио, Елидаки и Бали. Амбијент је опуштајући и идеалан за породичне излете. 